# Leah Hirsig

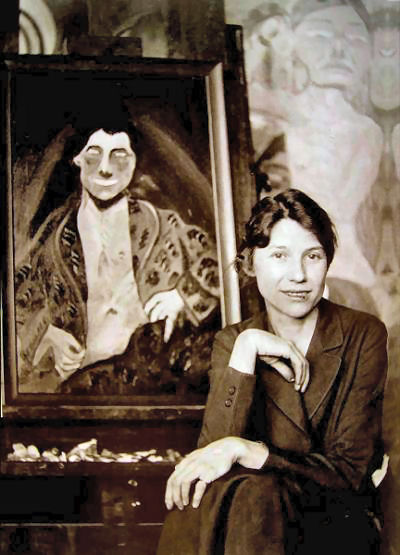
Leah Hirsig

Lea (Leah) Hirsig (ur. 9 kwietnia 1883 w Trachselwald, Berno, Szwajcaria – zm. 22 lutego 1975 w Meiringen, także w Szwajcarii). Amerykanka szwajcarskiego pochodzenia, stała się znana dzięki związkowi z magiem Aleisterem Crowleyem, który widział w niej Kobietę w Szkarłacie, mającą pomóc mu w dokonaniu ezoterycznego wielkiego dzieła polegającego na spłodzeniu i urodzeniu magicznego potomka. 
Urodziła się w 9 kwietnia 1883 w Szwajcarii . Mając dwa lata przeprowadziła się z matką i ośmiorgiem rodzeństwa do Nowego Jorku w Stanach Zjednoczonych . Poznała Aleistera Crowleya w 1918 roku w Greenwich Village . Sama nawiązała z nim kontakt. Połączyły ich okultystyczne zainteresowania, które podzielała również ze swoją starszą siostrą, Almą . 
Crowley nadał jej magiczne imię Alostrael, co znaczyć ma „łono (lub święty kielich) Boga” . Crowley nazywał ją także Małpą Thota (ang. Ape of Thoth), sprawiającą, że jego idee materializują się w realnej postaci .
W 1920 roku założyli wspólnie opactwo Opactwo Thelemy w Cefalù, na wybrzeżu Sycylii . Leah Hirsig była w rękach Crowleya medium, dzięki któremu - wedle jego własnych słów - mógł doświadczyć głębszych znaczeń Prawa thelemy .
Szczyt ich związku (zarówno osobistego, jak i magicznego) przypada na rok 1921, kiedy Aleister Crowley w trakcie okultystycznego rytuału osiągnął (czy też sam sobie nadał) najwyższy stopień wtajemniczenia – Ipsissimus, a Leah była jedynym świadkiem dopuszczonym do uczestnictwa w tej ceremonii .
W 1924 roku Crowley zastąpił ją nową Kobietą w Szkarłacie – bogatą Amerykanką, Dorothy Olsen . Hirsing napisała w swoim dzienniku, że „cholernie ciężko” jest myśleć o „najbardziej zepsutym stworzeniu” jako o proroku. Mimo to przez następne trzy lata Hirsig nadal kontynuowała swoje zaangażowanie w dzieło thelemy, odnawiając magiczne przysięgi i nieustannie inwokując Ra Hoor Khuit, poświęcając się bóstwu jako „oblubienica Chaosu” . W 1925 przyjęła chętnie nowe zaproszenie Crowleya, by pracować w Cefalù w charakterze jego sekretarki oraz spisując jego pamiętniki . 
W późniejszym okresie ich drogi się rozeszły. Leah Hirsig powróciła do Stanów Zjednoczonych, gdzie wykonywała zawód nauczycielki . Według jednych źródeł odrzuciła autorytet Crowleya, ale utrzymała wiarę w thelemę. Wedle innych - przeszła na katolicyzm.
Zmarła w 1975 roku w Meiringen, w Szwajcarii .